# Будинок Волохова
Будинок Волохова — двоповерховий житловий будинок розташований у Ленінському районі Севастополя на Центральному міському пагорбі за адресою: вулиця Суворова, 19; пам'ятка містобудування та архітектури.
Будинок має Г-подібну форму, три входи на перший поверх: один — на вулицю Павліченко, два — на вулицю Фрунзе. На другий поверх ведуть сходи з боку вулиці Суворова. Вхід у вигляді портика з доричних пілястр із трикутним фронтоном.

## З історії
| Волохов Данило Кирилович | Волохов Данило Кирилович |
| --- | ------------------------ |
| Відомий підрядник. Побудував Лазарівське адміралтейство. У 1854 році за 22 дні за власні кошти побудував артилерійську батарею на Північній стороні, названу його іменем. В 1859 році викритий в казнокрадстві. У березні 1867 року пострілом із револьвера покінчив із собою. |                          |

Будинок зведений у 1840-х роках з інкерманського каменю у стилі ампір і належав відставному поручику Данилу Кириловичу Волохову, родичу Володимира Олексійовича Корнілова. У ньому перебувала остання квартира начальника штабу Чорноморського флоту віце-адмірала В. О. Корнілова. Прибувши з Миколаєва до Севастополя, він жив спочатку в будинку контр-адмірала В. І. Істоміна на Катерининській вулиці, а 26 вересня 1854 року оселився у Волохова, так як поряд з його будинком знаходився телеграф. Там же розмістилися штаб Корнілова, його ад'ютанти і флаг-офіцери.
Після загибелі Корнілова в будинку жив адмірал П. С. Нахімов. Будинок був сильно пошкоджений, відновлений після Кримської війни.
У кінці XIX століття господарем будинку був інженер Семенов, а на початку XX століття він належав пану Клепікову. У 1905 році на фасаді будівлі на рівні другого поверху встановили меморіальну дошку з білого мармуру з написом, що в ньому знаходилася остання квартира В. О. Корнілова.
Будинок, із невеликими перебудовами, зберігся до нинішнього часу і є житловим.